# 智谋家族
《智谋家族》是中国大陆拍摄的一部喜剧题材动画片，由朱曉兵执导，该作品讲述的是古代的军师与刺杀他的人一起穿越到现代并变成了一只狗，然后相互较量的故事。

## 剧情
古代时期，军师以及一个想要刺杀他的人一起因为一个意外穿越到了现代，并因为变成两个家庭的狗，所以二人依旧相互较量。
不过最后，他们还是为了保护家人的村子，于是决定联手。

## 電視原聲
| 曲序 | 曲目                   |
| ---- | ---------------------- |
| 1.   | 主题曲（东方三十六计） |

## 外部連結
- 豆瓣电影上《智谋家族》的資料 （简体中文）
- 在线观看 （页面存档备份，存于）